# 斉藤洋
齊藤 洋（さいとう ひろし、1952年7月16日 - ）は、日本のドイツ文学者・児童文学作家。亜細亜大学経営学部教授。作家として活動するときは斉藤 洋と表記する。

## 概要
東京都江戸川区北小岩出身。1975年中央大学法学部法律学科卒業。1年強、葛飾区の信用組合勤務を経て、1977年同大学院文学研究科ドイツ文学専攻博士前期課程（修士）修了。
非常勤講師時代の1986年に、第27回講談社児童文学新人賞へ『ルドルフとイッパイアッテナ』を投稿して受賞、児童文学作家としてデビューする。その続編に当たる『ルドルフともだちひとりだち』で、1988年に野間児童文芸新人賞を受賞した。1991年に『ルドルフとイッパイアッテナ』や『ペンギンハウスのメリークリスマス』など一連の作品で、第13回路傍の石幼少年文学賞を受賞した。2013年に、『ルドルフとスノーホワイト』で第51回野間児童文芸賞を受賞した。
主に動物が主人公ののんびりとした雰囲気の作品を書く。作品の各章のタイトルが特徴的で、一見してどんな内容なのかわからないものが多い。シリーズもののほか、外国文学の再話なども多く、著作は多数である。一般書として『童話作家はいかが』がある。
ドイツ文学者としては、E.T.A.ホフマンに関する論文を発表している。

## 著作

### 単著
- 『ルドルフ』杉浦範茂絵、講談社〈児童文学創作シリーズ〉
  1. 『ルドルフとイッパイアッテナ』1987年、ISBN 4-06-133505-7
  2. 『ルドルフともだちひとりだち』1988年、ISBN 4-06-133509-X
  3. 『ルドルフといくねこくるねこ』2002年、ISBN 4-06-133521-9
  4. 『ルドルフとスノーホワイト』2012年、ISBN 978-4-06-133522-6
  5. 『ルドルフとノラねこブッチー』2020年、ISBN 978-4-06-519698-4
- 『ドルオーテ はつかねずみは異星人』講談社
  - 〈わくわくライブラリー〉、山田紳絵、1987年、ISBN 4-06-195603-5
  - 〈青い鳥文庫〉、ヒロナガシンイチ絵、1999年、ISBN 4-06-148521-0
- 『アゲハが消えた日』
  - 講談社〈わくわくライブラリー〉、宇野亜喜良絵、1988年、ISBN 4-06-195614-0
  - 偕成社〈偕成社文庫〉、平澤朋子絵、2011年、ISBN 978-4-03-652720-5
- 『どうぶつえんのいっしゅうかん』高畠純絵、講談社〈わくわくライブラリー〉、1988年、ISBN 4-06-195610-8
- 『ベンガル虎の少年は……』伊東寛絵、あかね書房、1988年、ISBN 4-251-06141-1
- 『シュレミールと小さな潜水艦』
  - 講談社〈わくわくライブラリー〉、長新太絵、1989年、ISBN 4-06-195609-4
  - 偕成社〈偕成社文庫〉、小林ゆき子画、2011年、ISBN 978-4-03-652730-4
- 『ブラッカブロッコ島だより』高畠純絵、講談社〈わくわくライブラリー〉
  1. 『氷の上のひなたぼっこ』1989年、ISBN 4-06-195620-5
  2. 『うかぶ島のなぞ』1989年、ISBN 4-06-195623-X
  3. 『ふしぎなクジラ』1989年、ISBN 4-06-195634-5
  4. 『セイウチのゆくえ』1991年、ISBN 4-06-195647-7
- 『なん者・にん者・ぬん者』大沢幸子絵、あかね書房
  1. 『なん者ひなた丸ねことんの術の巻』1989年、ISBN 4-251-03821-5
  2. 『なん者ひなた丸白くもの術の巻』1989年、ISBN 4-251-03822-3
  3. 『なん者ひなた丸大ふくろうの術の巻』1990年、ISBN 4-251-03823-1
  4. 『なん者ひなた丸火炎もぐらの術の巻』1990年、ISBN 4-251-03824-X
  5. 『なん者ひなた丸月光くずしの術の巻』1991年、ISBN 4-251-03825-8
  6. 『なん者ひなた丸金とん雲の術の巻』1992年、ISBN 4-251-03826-6
  7. 『なん者ひなた丸津波がえしの術の巻』1992年、ISBN 4-251-03827-4
  8. 『なん者ひなた丸千鳥がすみの術の巻』1993年、ISBN 4-251-03828-2
  9. 『なん者ひなた丸黒潮がくれの術の巻』1994年、ISBN 4-251-03829-0
  10. 『なん者ひなた丸空蝉おとしの術の巻』1994年、ISBN 4-251-03830-4
  11. 『なん者ひなた丸南蛮づくしの術の巻』1995年、ISBN 4-251-03831-2
  12. 『なん者ひなた丸まぼろし衣切りの術の巻』1996年、ISBN 4-251-03832-0
  13. 『なん者ひなた丸むささび城封じの術の巻』1997年、ISBN 4-251-03833-9
  14. 『なん者ひなた丸ばけねこ鏡わりの術の巻』1997年、ISBN 4-251-03834-7
  15. 『なん者ひなた丸まどわし大ねことんの術の巻』1998年、ISBN 4-251-03835-5
- 『ペンギンハウスのメリークリスマス』伊東寛絵、講談社〈わくわくライブラリー〉、1989年、ISBN 4-06-195632-9
- 『呉書三国志』講談社
  - 〈歴史英雄シリーズ〉、モンキー・パンチ絵
    1. 『将の巻 孫堅伝』1990年、ISBN 4-06-204951-1
    2. 『王の巻 孫策伝』1990年、ISBN 4-06-204952-X
    3. 『帝の巻 孫権伝』1990年、ISBN 4-06-204953-8

  - 合冊版、広瀬弦絵、2019年、ISBN 978-4-06-221061-4
- 『ネコにつばさのある国で テレスコープ・ワンダーランド』勝又進絵、学習研究社〈学研の新・創作シリーズ〉、1990年、ISBN 4-05-103087-3
- 『おふろかいじゅうカルルス』伊東寛絵、講談社〈どうわがいっぱい 5〉、1990年、ISBN 4-06-197805-5
- 『サマー・オブ・パールズ』
  - 講談社、1990年、ISBN 4-06-205106-0
  - 日本標準、奥江幸子絵、2008年、ISBN 978-4-8208-0320-1
- 『風力鉄道に乗って』佐々木マキ絵、理論社〈童話パラダイス 1〉、1990年、ISBN 4-652-00471-0
- 『ぼくたちはシグナル・ギャルズ』おーなり由子絵、偕成社〈創作こどもクラブ 30〉、1990年、ISBN 4-03-530300-3
- 『テーオバルトの騎士道入門』おぼまこと絵、理論社〈童話パラダイス 6〉、1991年、ISBN 4-652-00476-1
- 『空中メリーゴーラウンド』和田誠絵、理論社〈童話パラダイス 4〉、1991年、ISBN 4-652-00474-5
- 『ペンギン』高畠純絵、講談社
  - 〈どうわがいっぱい〉
    1. 『ペンギンたんけんたい』1991年、ISBN 4-06-197824-1
    2. 『ペンギンしょうぼうたい』1993年、ISBN 4-06-197834-9
    3. 『ペンギンおうえんだん』1994年、ISBN 4-06-197838-1
    4. 『ペンギンサーカスだん』1996年、ISBN 4-06-197839-X
    5. 『ペンギンパトロールたい』1997年、ISBN 4-06-197842-X
    6. 『ペンギンおんがくたい』1998年、ISBN 4-06-197843-8
    7. 『ペンギンたんていだん』2002年、ISBN 4-06-198151-X
    8. 『ペンギンたくはいびん』2005年、ISBN 4-06-198160-9
    9. 『ペンギンかんそくたい』2007年、ISBN 978-4-06-198166-9
    10. 『ペンギンがっしょうだん』2012年、ISBN 978-4-06-198186-7
    11. 『ペンギンとざんたい』2013年、ISBN 978-4-06-198195-9

  - 〈講談社の創作絵本〉
    1. 『ペンギンたんけんたい みなみのしま』2022年、ISBN 978-4-06-528319-6
- 『ジーク』小澤摩純絵、偕成社〈偕成社ワンダーランド〉
  1. 『月のしずく日のしずく』1992年、ISBN 4-03-540050-5
  2. 『ゴルドニア戦記』2001年、ISBN 4-03-540250-8
- 『どくろじるしのかいぞくドルク』森田みちよ絵、講談社〈わくわくライブラリー〉、1992年、ISBN 4-06-195656-6
- 『しろくま』高畠純絵、小峰書店
  - 〈新しいこどもの文学〉
    1. 『しろくまだって』1992年、ISBN 4-338-08910-5
    2. 『やっぱりしろくま』1997年、ISBN 4-338-08929-6

  - 〈斉藤洋のしろくまシリーズ〉
    1. 『しろくまだって 新装版』2014年、ISBN 978-4-338-01701-5
    2. 『やっぱりしろくま 新装版』2014年、ISBN 978-4-338-01702-2
    3. 『いつでもしろくま』2014年、ISBN 978-4-338-01703-9
- 『てんこもりのこうもり』高畠純絵、佼成出版社〈いちご文学館 18〉、1992年、ISBN 4-333-01575-8
- 『南博士はナンダンネン』長新太画、くもん出版〈くもんの創作児童文学シリーズ 8〉、1992年、ISBN 4-87576-759-5
- 『TN探偵社』南伸坊絵
  - くもん出版〈くもんのおもしろ文学クラブ〉
    1. 『TN探偵社なぞのなぞなぞ怪人』1992年、ISBN 4-87576-735-8
    2. 『TN探偵社怪盗そのまま仮面』1993年、ISBN 4-87576-820-6

  - 日本標準〈シリーズ本のチカラ〉
    1. 『TN探偵社なぞのなぞなぞ怪人』2007年、ISBN 978-4-8208-0286-0
    2. 『TN探偵社怪盗そのまま仮面』2009年、ISBN 978-4-8208-0397-3
    3. 『TN探偵社消えた切手といえない犯人』2011年、ISBN 978-4-8208-0540-3
- 『少年は砂漠をこえる ハラ・エルチをたずねて』飯野和好絵、ほるぷ出版〈ほるぷ創作文庫〉、1993年、ISBN 4-593-54034-8
- 『ぼくのおじさん』いとうひろし絵、偕成社〈偕成社おたのしみクラブ〉、1993年、ISBN 4-03-610010-6
- 『まんぼう塾物語』高畠ひろき画、学習研究社〈学研の新・創作シリーズ〉、1993年、ISBN 4-05-105520-5
- 『としとったねことまいごのくじら』みやざきひろかず絵、クレヨンハウス〈おはなし広場〉、1993年、ISBN 4-906379-25-7
- 『ダーサンとクロヒョウ』森田みちよ絵、岩崎書店〈童話の城 28〉、1993年、ISBN 4-265-01828-9
- 『みなみのしまのサンタクロース』高畠純絵、佼成出版社、1993年、ISBN 4-333-01660-6
- 『ものまねきょうりゅう』村上康成絵、ほるぷ出版〈わくわくどうわかん〉、1994年、ISBN 4-593-56500-6
- 『ゆめのつづきは…』高畠純絵、フレーベル館、1994年、ISBN 4-577-00288-4
- 『ぷてらのタクシー』森田みちよ絵、講談社、1994年、ISBN 4-06-132205-2
- 『しろふくろうのまいご日記』高畠純絵、ほるぷ出版、1994年、ISBN 4-593-56038-1
- 『潜水海賊キャプテン・グック』飯野和好絵、岩崎書店〈創作児童文学館 2〉、1994年、ISBN 4-265-06002-1
- 『海にかがやく』
  - 講談社、1994年、ISBN 4-06-207110-X
  - 偕成社〈偕成社文庫〉、2012年、ISBN 978-4-03-652740-3
- 『ひとりでいらっしゃい 七つの怪談』奥江幸子絵、偕成社〈偕成社ワンダーランド 13〉、1994年、ISBN 4-03-540130-7
- 『あっちこっちサバンナ』高畠純絵、あかね書房〈おはなしフェスタ 1〉、1994年、ISBN 4-251-04051-1
- 『影の迷宮（シャドーラビリンス）』山下勇三絵、小峰書店〈新こみね創作児童文学〉、1994年、ISBN 4-338-10704-9
- 『びっくりあんこう』森田みちよ絵、講談社〈ちいさな絵童話りとる 8〉、1995年、ISBN 4-06-252858-4
- 『ダーサンと川のギャング』森田みちよ絵、岩崎書店〈童話だいすき 4〉、1995年、ISBN 4-265-06104-4
- 『しろふくろうのぼうけん日記』高畠純絵、ほるぷ出版、1995年、ISBN 4-593-56040-3
- 『ようこそ魔界伯爵』岩島Taco画、偕成社〈偕成社おたのしみクラブ〉、1995年、ISBN 4-03-610090-4
- 『おしゃれうさぎラップ』高畠純絵、小峰書店〈どうわコレクション〉、1995年、ISBN 4-338-13201-9
- 『たったひとりの伝説』荒井良二画、理論社〈理論社ライブラリー〉、1995年、ISBN 4-652-01121-0
- 『白狐魔記』高畠純画、偕成社
  1. 『源平の風』1996年、ISBN 4-03-744210-8
  2. 『蒙古の波』1998年、ISBN 4-03-744220-5
  3. 『洛中の火』2000年、ISBN 4-03-744230-2
  4. 『戦国の雲』2006年、ISBN 4-03-744240-X
  5. 『天草の霧』2010年、ISBN 978-4-03-744250-7
  6. 『元禄の雪』2012年、ISBN 978-4-03-744620-8
  7. 『天保の虹』2019年、ISBN 978-4-03-744630-7
- 『しりとりこあら』森田みちよ絵、岩崎書店〈わくわくえほん 4〉、1996年、ISBN 4-265-03134-X
- 『学校でおばけはいかが』森田みちよ絵、新学社・全家研〈少年少女こころの図書館〉、1996年
- 『しりとりたぬき』森田みちよ絵、岩崎書店〈わくわくえほん 6〉、1996年、ISBN 4-265-03136-6
- 『のどからあいうえお』高畠純絵、偕成社、1996年、ISBN 4-03-318020-6
- 『ドローセルマイアーの人形劇場』森田みちよ画、あかね書房〈グリーンフィールド〉、1997年、ISBN 4-251-06654-5
- 『なにしてルンバ』高畠純絵、フレーベル館、1997年、ISBN 4-577-01786-5
- 『わがままマーマひめ』伊東美貴絵、講談社
  1. 『くもにのったマーマひめ』1997年、ISBN 4-06-208652-2
  2. 『マーマひめとさんぞくベルゲン』1997年、ISBN 4-06-208870-3
  3. 『マーマひめとおしゃれなライバル』1998年、ISBN 4-06-209159-3
- 『なんでもコアラ』森田みちよ絵、理論社〈おはなしパレード〉
  1. 『コアラゆうびん』1997年、ISBN 4-652-00871-6
  2. 『コアラしんぶん』1998年、ISBN 4-652-00875-9
  3. 『コアラタクシー』1999年、ISBN 4-652-00879-1
  4. 『コアラたんてい』2000年、ISBN 4-652-00883-X
  5. 『コアラフェリー』2001年、ISBN 4-652-00894-5
  6. 『コアラパーティー』2004年、ISBN 4-652-00907-0
- 『ぼうけんしマウス』高畠純絵、理論社〈キッズパラダイス 7〉、1998年、ISBN 4-652-00738-8
- 『たんていワンダ』森田みちよ絵、岩崎書店〈わくわくえほん 7)〉、1998年、ISBN 4-265-03137-4
- 『旗本フライパン』リブリオ出版、1998年、ISBN 4-89784-689-7
- 『ぶたぬきくん』森田みちよ絵、佼成出版社
  1. 『ぶたぬきくん』1998年、ISBN 4-333-01868-4
  2. 『ぶたぬきくんもりへいく』1999年、ISBN 4-333-01876-5
  3. 『ぶたぬきくんまちへいく』1999年、ISBN 4-333-01879-X
  4. 『ぶたぬきくんうみへいく』1999年、ISBN 4-333-01885-4
  5. 『ぶたぬきくんしまへいく』2000年、ISBN 4-333-01906-0
  6. 『ぶたぬきくんほっきょくへいく』2001年、ISBN 4-333-01943-5
  7. 『ぶたぬきくんおまわりさんになっちゃった』2005年、ISBN 4-333-02149-9
  8. 『ぶたぬきくんナースになっちゃった』2007年、ISBN 978-4-333-02283-0
- 『消える人たち 九つの不思議な話』小峰書店、1998年、ISBN 4-338-14403-3
- 『ナツカのおばけ事件簿』かたおかまなみ絵、あかね書房
  1. 『メリーさんの電話』1999年、ISBN 4-251-03841-X
  2. 『恐怖のろくろっ手』1999年、ISBN 4-251-03842-8
  3. 『ゆうれいドレスのなぞ』1999年、ISBN 4-251-03843-6
  4. 『真夜中のあわせかがみ』2000年、ISBN 4-251-03844-4
  5. 『わらうピエロ人形』2001年、ISBN 4-251-03845-2
  6. 『夕ぐれの西洋やしき』2002年、ISBN 4-251-03846-0
  7. 『深夜のゆうれい電車』2005年、ISBN 4-251-03847-9
  8. 『ゆうれいパティシエ事件』2010年、ISBN 978-4-251-03848-7
  9. 『呪いのまぼろし美容院』2011年、ISBN 978-4-251-03849-4
  10. 『魔界ドールハウス』2012年、ISBN 978-4-251-03850-0
  11. 『とりつかれたバレリーナ』2013年、ISBN 978-4-251-03851-7
  12. 『バラの城のゆうれい』2013年、ISBN 978-4-251-03852-4
  13. 『テーマパークの黒髪人形』2014年、ISBN 978-4-251-03853-1
  14. 『むらさき色の悪夢』2015年、ISBN 978-4-251-03854-8
  15. 『初恋ゆうれいアート』2017年、ISBN 978-4-251-03855-5
  16. 『図書館の怪談』2018年、ISBN 978-4-251-03856-2
  17. 『暗闇の妖怪デザイナー』2019年、ISBN 978-4-251-03857-9
  18. 『フラワーショップの亡霊』2020年、ISBN 978-4-251-03858-6
- 『ボックニャック団長のぼうけん』高畠純絵、岩崎書店〈童話のパレット 5〉、1999年、ISBN 4-265-06705-0
- 『しまのないトラ なかまとちがってもなんとかうまく生きていったどうぶつたちの話』廣川沙映子絵、偕成社〈偕成社おはなしポケット〉、1999年、ISBN 4-03-501010-3
- 『マックスのどろぼう修行』おぼまこと絵、理論社〈キッズパラダイス〉、1999年、ISBN 4-652-00740-X
- 『ムサシの妖怪パスポート』原ミノル絵、フレーベル館
  1. 『たんてい気分で妖怪と』2000年、ISBN 4-577-02105-6
  2. 『きえた妖怪皇女』2002年、ISBN 4-577-02423-3
- 『日曜の朝ぼくは』森田みちよ絵、理論社〈理論社ライブラリー〉、2000年、ISBN 4-652-01138-5
- 『グリムどうわ 一年生』岡本颯子絵、偕成社〈学年別・新おはなし文庫〉、2001年、ISBN 4-03-923020-5
- 『グリムどうわ 二年生』遠山繁年絵、偕成社〈学年別・新おはなし文庫〉、2001年、ISBN 4-03-923120-1
- 『グリム童話 三年生』浅倉田美子絵、偕成社〈学年別・新おはなし文庫〉、2001年、ISBN 4-03-923220-8
- 『千年ぎつねの春夏コレクション』高畠純絵、佼成出版社、2001年、ISBN 4-333-01925-7
- 『千年ぎつねの秋冬コレクション』高畠純絵、佼成出版社、2001年、ISBN 4-333-01950-8
- 『童話作家はいかが』講談社
  - 2002年、ISBN 4-06-211317-1
  - 『童話作家になる方法』2016年、ISBN 978-4-06-220038-7
- 『黄色いポストの郵便配達』森田みちよ絵、理論社〈理論社ライブラリー〉、2002年、ISBN 4-652-01143-1
- 『バースデー・ドッグ』高畠那生絵、フレーベル館、2004年、ISBN 4-577-02864-6
- 『西遊記』広瀬弦絵、理論社
  1. 『天の巻』2004年、ISBN 4-652-01147-4
  2. 『地の巻』2004年、ISBN 4-652-01148-2
  3. 『水の巻』2005年、ISBN 4-652-01149-0
  4. 『仙の巻』2006年、ISBN 4-652-01152-0
  5. 『宝の巻』2006年、ISBN 4-652-01153-9
  6. 『王の巻』2007年、ISBN 978-4-652-01154-6
  7. 『竜の巻』2008年、ISBN 978-4-652-01155-3
  8. 『怪の巻』2009年、ISBN 978-4-652-01158-4
  9. 『妖の巻』2010年、ISBN 978-4-652-01166-9
  10. 『迷の巻』2012年、ISBN 978-4-652-01167-6
  11. 『火の巻』2016年、ISBN 978-4-652-20139-8
  12. 『珠の巻』2018年、ISBN 978-4-652-20249-4
  13. 『風の巻』2019年、ISBN 978-4-652-20311-8
  14. 『寂の巻』2020年、ISBN 978-4-652-20404-7
  15. 『名の巻』2022年、ISBN 978-4-652-20532-7
  16. 『化の巻』2024年、ISBN 978-4-652-20603-4
- 『だれのパンツ』森田みちよ絵、佼成出版社、2004年、ISBN 4-333-02068-9
- 『ぞうの金メダル』高畠那生絵、偕成社、2004年、ISBN 4-03-331350-8
- 『タカオのつくもライフ』藤田裕美絵、佼成出版社
  1. 『真夜中マイフレンド』2004年、ISBN 4-333-02074-3
  2. 『メリーな夜のあぶない電話』2005年、ISBN 4-333-02139-1
  3. 『プライドは夜のキーワード』2005年、ISBN 4-333-02186-3
- 『うらからいらっしゃい 七つの怪談』奥江幸子絵、偕成社〈偕成社ワンダーランド 30〉、2004年、ISBN 4-03-540300-8
- 『ねこだまし』高畠那生絵、理論社、2004年、ISBN 4-652-04038-5
- 『妖怪ハンター・ヒカル』大沢幸子絵、あかね書房
  1. 『闇夜の百目』2004年、ISBN 4-251-04241-7
  2. 『霧の幽霊船』2005年、ISBN 4-251-04242-5
  3. 『かえってきた雪女』2006年、ISBN 4-251-04243-3
  4. 『花ふぶきさくら姫』2007年、ISBN 978-4-251-04244-6
  5. 『決戦!妖怪島』2008年、ISBN 978-4-251-04245-3
- 『クリスマスをめぐる7つのふしぎ』森田みちよ絵、理論社、2005年、ISBN 4-652-00749-3
- 『七つの季節に』講談社、2006年、ISBN 4-06-213327-X
- 『こんやもカーニバル』高畠那生絵、講談社〈講談社の創作絵本〉、2006年、ISBN 4-06-132331-8
- 『かんたんせんせい』大森裕子絵、講談社〈どうわがいっぱい〉
  1. 『かんたんせんせいとペンギン』2006年、ISBN 4-06-198163-3
  2. 『かんたんせんせいとライオン』2008年、ISBN 978-4-06-198169-0
  3. 『かんたんせんせいとバク』2011年、ISBN 978-4-06-198178-2
- 『アブさんとゴンザレス』高畠那生絵、佼成出版社〈どうわのとびらシリーズ〉、2006年、ISBN 4-333-02245-2
- 『ふしぎメッセンジャーQ』下平けーすけ絵、ポプラ社
  1. 『ぼくのあぶないアルバイト』2007年、ISBN 978-4-591-09710-6
  2. 『思い出はブラックボックスに』2007年、ISBN 978-4-591-09777-9
  3. 『人形は月夜にほほえむ』2007年、ISBN 978-4-591-09901-8
  4. 『かえってくるゆうれい画』2008年、ISBN 978-4-591-10273-2
- 『いつでもパラディア』森田みちよ絵、理論社
  1. 『みずたまぴょんがやってきた』2007年、ISBN 978-4-652-00910-9
  2. 『はこいりひめのきえたはこ』2007年、ISBN 978-4-652-00912-3
- 『はたらきもののナマケモノ』武田美穂絵、理論社
  1. 『はたらきもののナマケモノ』2007年、ISBN 978-4-652-01157-7
  2. 『アリクイありえない』2009年、ISBN 978-4-652-01161-4
  3. 『いつでもインコ』2016年、ISBN 978-4-652-20141-1
- 『ルーディーボール エピソード1 シュタードの伯爵』講談社、2007年、ISBN 978-4-06-213964-9
- 『イーゲル号航海記』コジマケン絵、偕成社
  1. 『魚人の神官』2007年、ISBN 978-4-03-744810-3
  2. 『針路東、砂漠をこえろ!』2008年、ISBN 978-4-03-744820-2
  3. 『女王と一角獣の都』2011年、ISBN 978-4-03-744830-1
- 『ひとりざむらいとこうちょうせんせい』高畠那生絵、講談社〈どうわがいっぱい 68〉、2007年、ISBN 978-4-06-198168-3
- 『ひとりざむらいとおばけアパート』高畠那生絵、講談社〈どうわがいっぱい 73〉、2008年、ISBN 978-4-06-198173-7
- 『ふしぎなもるもくん』江田ななえ絵、偕成社、2008年、ISBN 978-4-03-439340-6
- 『「おまえだ!」とカピバラはいった』佐々木マキ画、講談社、2008年、ISBN 978-4-06-215080-4
- 『霊界交渉人ショウタ』市井あさ絵、ポプラ社〈ポプラポケット文庫〉
  1. 『音楽室の幽霊』2009年、ISBN 978-4-591-10904-5
  2. 『月光電気館の幽霊』2009年、ISBN 978-4-591-11232-8
  3. 『ウエディングドレスの幽霊』2010年、ISBN 978-4-591-11528-2
- 『ギリシア神話』佐竹美保絵、理論社
  1. 『オリュンポスの書』2009年、ISBN 978-4-652-01162-1
  2. 『ペルセウスの書』2009年、ISBN 978-4-652-01163-8
  3. 『トロイアの書』2010年、ISBN 978-4-652-01164-5
- 『ミス・カナのゴーストログ』偕成社
  1. 『すずかけ屋敷のふたご』2011年、ISBN 978-4-03-744740-3
  2. 『呼び声は海の底から』2011年、ISBN 978-4-03-744750-2
  3. 『かまいたちの秋』2011年、ISBN 978-4-03-744760-1
  4. 『つばめの鎮魂歌（レクイエム）』2012年、ISBN 978-4-03-744770-0
- 『西遊後記』広瀬弦絵、理論社
  1. 『還の巻』2013年、ISBN 978-4-652-20014-8
  2. 『芳の巻』2014年、ISBN 978-4-652-20015-5
  3. 『河の巻』2014年、ISBN 978-4-652-20016-2
- 『ビブリオ・ファンタジア』森泉岳土・絵、偕成社
  1. 『アリスのうさぎ』 2016年、ISBN 978-4-03-727210-4
  2. 『シンデレラのねずみ』2018年、ISBN 978-4-03-727220-3
  3. 『グレーテルの白い小鳥』2020年、ISBN 978-4-03-727230-2
- 『アーサー王の世界』静山社
  1. 『大魔法師マーリンと王の誕生』2016年、ISBN 978-4-86389-363-4
  2. 『二本の剣とアーサーの即位』2017年、ISBN 978-4-86389-378-8
  3. 『ガリアの巨人とエクスカリバー』2018年、ISBN 978-4-86389-407-5
  4. 『湖の城と若きランスロット』2018年、ISBN 978-4-86389-469-3
  5. 『荷車の騎士ランスロット』2019年、ISBN 978-4-86389-543-0
  6. 『聖杯の騎士パーシヴァル』2020年、ISBN 978-4-86389-597-3
  7. 『キャメロットの亡霊』2021年、ISBN 978-4-86389-618-5
- 『サブキャラたちのグリム童話』広瀬弦絵、偕成社、2020年、ISBN 978-4-03-643210-3

### 翻訳
- ペロー、クルト・バウマン再話『ながぐつをはいたねこ』ほるぷ出版、1991年、ISBN 4-593-50278-0
- ヴァルター・クライエ『小さな島の大男』ほるぷ出版、1992年、ISBN 4-593-50287-X
- ビュルガー（英語版）、ハウフ、和歌山静子絵『ほらふき男爵の冒険／こうのとりになった王さま』講談社〈講談社のおはなし童話館 7〉、1992年、ISBN 4-06-197907-8
- パウル・マール『カンガルーぼうやのぼうけん』ほるぷ出版、1992年、ISBN 4-593-59126-0
- パウル・マール『カンガルーぼうやのそらとぶれんしゅう』ほるぷ出版、1993年、ISBN 4-593-59128-7
- ジャネット・パールマン『ペンギンシンデレラ』偕成社、1994年、ISBN 4-03-328400-1
- ジャネット・パールマン『ペンギンはだかの王さま』偕成社、1994年、ISBN 4-03-328410-9
- ジョナサン・ラングレイ『あかずきんちゃん』岩崎書店〈ジョナサン・ラングレイのえほん 1〉、1995年、ISBN 4-265-05831-0
- ジョナサン・ラングレイ『三びきのくまときんぱつちゃん』岩崎書店〈ジョナサン・ラングレイのえほん 2〉、1995年、ISBN 4-265-05832-9
- デイビッド・マッキー『エルマーとゆき』ほるぷ出版、1995年、ISBN 4-593-50342-6
- ジョナサン・ラングレイ『こなやのむすめとふしぎなこびと』岩崎書店〈ジョナサン・ラングレイのえほん 3〉、1996年、ISBN 4-265-05833-7
- ジョナサン・ラングレイ『おうじょとかえる』岩崎書店〈ジョナサン・ラングレイのえほん 4〉、1996年、ISBN 4-265-05834-5
- ジョナサン・ラングレイ『がらがらやぎとかいぶつトロル』岩崎書店〈ジョナサン・ラングレイのえほん 5〉、1996年、ISBN 4-265-05835-3
- ジョナサン・ラングレイ『みにくいあひるのこ』岩崎書店〈ジョナサン・ラングレイのえほん 6〉、1996年、ISBN 4-265-05836-1
- ロートラオト・ズザンネ・ベルナー『ターニャのぼうけん』ほるぷ出版、1996年、ISBN 4-593-50363-9
- ハンス・ド・ビア『しろくまくんとこわがりうさぎ』ほるぷ出版、1996年、ISBN 4-593-56506-5
- バーニー・ボス、ハンス・ド・ビア絵『もぐらくんちへようこそ!』ほるぷ出版〈WAKUWAKU童話館〉、1997年、ISBN 4-593-56508-1
- エルヴィン・モーザー『パパおやすみ 父と子のためのbedside stories』小学館、1997年、ISBN 4-09-727222-5
- N・A・バイコフ『偉大なる王』講談社〈痛快世界の冒険文学 8〉、1998年、ISBN 4-06-268008-4
- イェンス・ラスムス『月夜のオーケストラ』小学館、1999年、ISBN 4-09-727212-8
- アンドレ・ダーハン『アラジンとまほうのランプ』講談社〈えほん世界のおはなし 13〉、1999年、ISBN 4-06-267063-1
- エルンスト・ヤンドゥル、ノルマン・ユンゲ絵『ドアがあいて…』ほるぷ出版
  - 初版1999年、ISBN 4-593-50391-4
  - ほるぷ出版の大きな絵本2006年、ISBN 4-593-72391-4
- マーカス・フィスター『たんじょうびはいつも』講談社、2000年、ISBN 4-06-261997-0）
- マーカス・フィスター『しあわせミシュカ』講談社、2000年、ISBN 4-06-261996-2
- G.A.ビュルガー編、はたこうしろう絵『ほらふき男爵の冒険』偕成社、2007年、ISBN 978-4-03-516510-1
- G.A.ビュルガー編、はたこうしろう絵『ほらふき男爵の大旅行』偕成社、2008年、ISBN 978-4-03-516520-0
- G.A.ビュルガー編、はたこうしろう絵『ほらふき男爵どこまでも』偕成社、2009年、ISBN 978-4-03-516530-9

### 論文
- 「E.T.A.ホフマン『不気味な客』における"unheimlich"の意味」『亜細亜大学教養部紀要』36巻、1987年、ISSN 0388-6603
- 「E.T.A.ホフマン『黄金の壺』におけるもうひとつの世界への移行をめぐって」『亜細亜大学教養部紀要』37巻、1988年、ISSN 0388-6603
- 「E.T.A.ホフマン『騎士グルック』―恐怖譚としての『騎士グルック』」『亜細亜大学教養部紀要』38巻、1988年、ISSN 0388-6603
- 「E.T.A.ホフマン『大晦日の夜の事件』―シャミソーの『ペーター・シュレミールの不思議な話』とのかかわりにおいて」『亜細亜大学教養部紀要』39巻、1989年
- 「E.T.A.ホフマン『いとこの隅窓』―その意味と価値」『亜細亜大学教養部紀要』40巻、1989年
- 「E.T.A.ホフマン『サンクトゥス』―ゼラーピオン同人集への道で」『亜細亜大学教養部紀要』50巻、1994年
- 「E.T.A.ホフマン『イグナーツ・デナー』―媒介としてのアンドレス」『亜細亜大学教養部紀要』51巻、1995年
- 「E.T.A.ホフマン『誓願』―ヘルメネギルダとその『奇妙な状態』」『亜細亜大学教養部紀要』52巻、1995年